# Prosper de Barante
Pierre Amable Guillaume Prosper Brugière de Barante, född 10 juni 1782, död 22 november 1866, var en fransk baron, politiker och skriftställare.
Redan vid 24 års ålder innehade Barante en hög befattning. Han blev 1809 prefekt i Vendée och 1814 i Loire-Inférieure efter att ha anslutit sig till restaurationen. Han utnämndes efter de hundra dagarna till generalsekreterare i inrikesministeriet och var 1815–1816 medlem av deputeradekammaren. År 1816 blev han chef för det franska skatteväsendet och 1819 pär av Frankrike, Så småningom anslöt han sig till den liberala oppositionen. Under julimonarkins tid användes han i olika diplomatiska uppdrag. Barante utvecklade ett livligt författarskap i historiska och politiska ämnen och erhöll 1824 säte i Franska akademien. De mest kända av hans arbeten är Tableau de la littérature française au XVIII siècle (1809) och Historie des ducs de Bourgogne de la maison de Valois 1364–1477 (1824–1828). På svenska finns hans Nationalkonventets historia (1861–1862) och en novell, Syster Margareta (1836).